# Christian Julius de Meza
Pour les articles homonymes, voir Meza.
 Christian Julius de Meza , né le 14 janvier 1792 à Elseneur et mort le 16 septembre 1865 à Copenhague, fut un militaire et commandant en chef de l'armée danoise.

## Biographie

### Débuts
Il s'est embarqué en 1807 sur un navire puis fit des études d'artilleurs, il fit alors carrière dans cette arme. 
Il se fit remarquer par son rôle lors de la première guerre de Schleswig, en particulier après la mort au combat du major général Schleppegrell à la bataille d'Isted en 1850 une des plus grandes batailles scandinaves. 

### Guerre des Duchés
Il est nommé au commandement en chef de l'armée en 1864 à 72 ans, avec la difficile mission de mener la deuxième guerre du Schleswig durant l'hiver contre les forces austro-prussiennes. Il prévoit un repli de ses forces le 5 février 1865 depuis les fortifications du Danevirke vers Dybbol mais le cabinet y voit un outrage et l'oblige à la défense. Finalement le ministère de la Guerre le démet de son commandement le 28 février, son successeur Georg Gerlach partage ses idées mais est réputé plus docile. Il a rendu son rapport le 10 mars et fut officiellement blâmé pour la défaite de la bataille de Dybbol et mourut quelques mois plus tard.

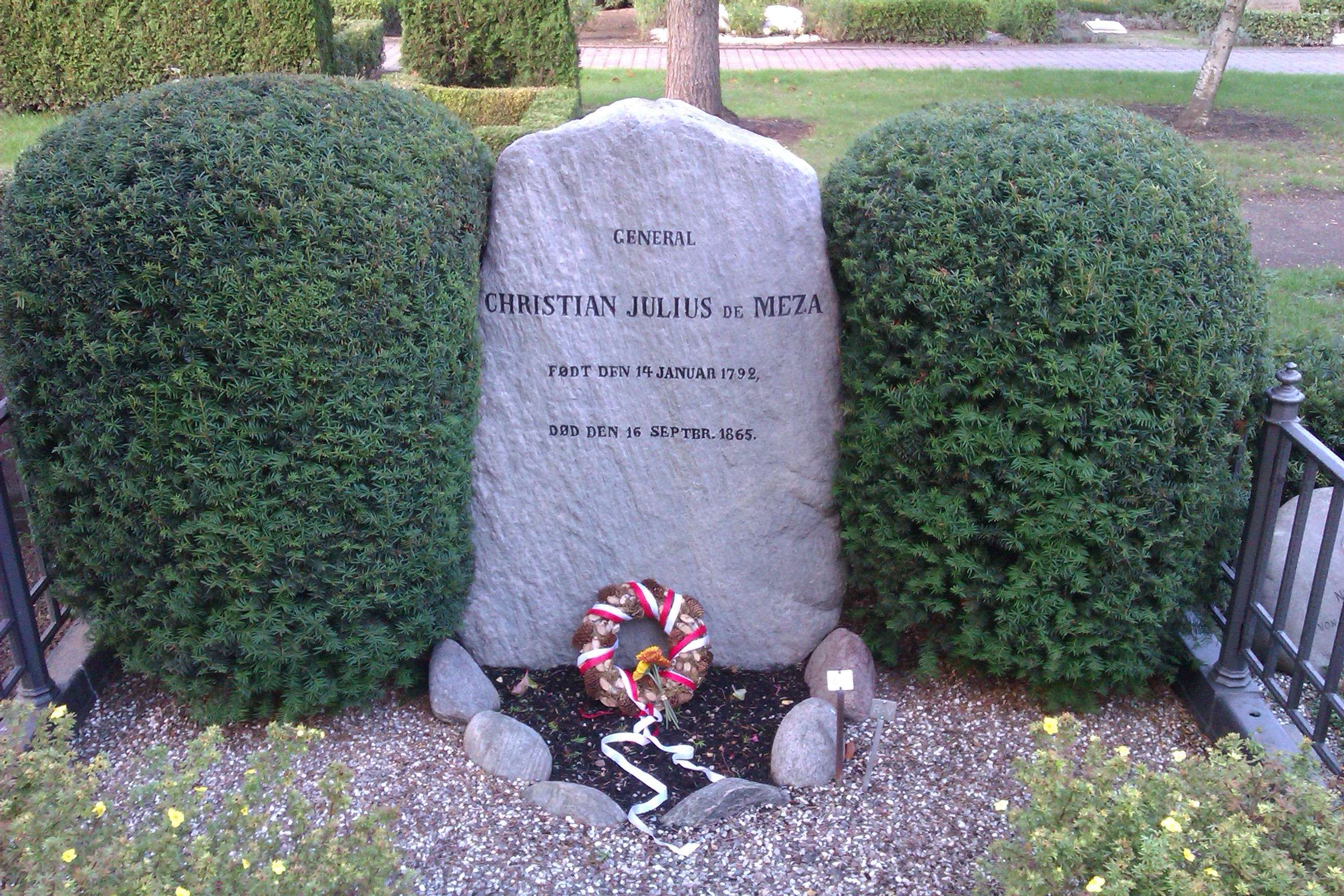
La sépulture du général de Meza au Cimetière de la Garnison (Copenhague).

## Décorations
- Ordre de Dannebrog